# Harker Glacier
Harker Glacier är en glaciär i Sydgeorgien och Sydsandwichöarna (Storbritannien). Den ligger i den nordvästra delen av Sydgeorgien och Sydsandwichöarna. Harker Glacier ligger 376 meter över havet.
Terrängen runt Harker Glacier är kuperad åt nordost, men åt sydväst är den bergig. En vik av havet är nära Harker Glacier åt nordost.  Trakten runt Harker Glacier är nära nog obefolkad, med mindre än två invånare per kvadratkilometer. Trakten runt Harker Glacier består i huvudsak av gräsmarker.